# 艾莉森·克劳斯
艾莉森·克劳斯（英語：Allison Beth Krause；1951年4月23日—1970年5月4日）是美国肯特州立大学的大学生，在肯特州立大学枪击事件中，她在抗议美军参与越南战争的时候被俄亥俄州国民警卫队的士兵杀害。国民警卫队向一群手无寸铁的学生开火，打死其中四人。克劳斯的左侧胸部中弹，当天晚些时候因伤去世。

## 人物背景
克劳斯出生在俄亥俄州的克利夫兰，是多丽丝·莉莲（Doris Lillian）和亚瑟·塞尔文·克劳斯（Arthur Krause）的女儿。她有个妹妹，叫劳蕾尔（Laurel）。 克劳斯是犹太人。她是马里兰州银泉市约翰·F·肯尼迪高中的校友。在她开始就读肯特州立大学的前一个夏天，她的父母搬到了宾夕法尼亚州丘吉尔市。
在肯特州立大学枪击事件中，卫兵们总共在13秒内开了67枪。在枪击中丧生的其他学生是杰弗里·格伦·米勒（Jeffrey Miller）、桑德拉·李·舍尔（Sandra Lee Scheuer）和威廉·诺克斯·施罗德（William Knox Schroeder）。此外，还有九名学生在枪击中受伤。
枪击事件引发了抗议和全国性的学生罢工，导致数百所校园因暴力和非暴力示威而关闭。肯特州立大学校园关闭了六周。枪击事件发生五天后，10万人在华盛顿特区示威反对战争。枪击案几位受害者在法庭上抗争了九年，最后在1979年案件厅外和解，艾莉森·克劳斯的家人收到了俄亥俄州政府的一份“遗憾声明”和15000美元的赔偿。
2010年，克劳斯的妹妹劳雷尔创建了“肯特州真相法庭”。 组织该法庭是为了发现、记录和保存1970年肯特州立大学枪击事件的证人、参与者和有意义的相关个人的证词。为了表示支持，迈克尔·摩尔在其网站上直播了肯特州立大学的每一次证词。2010年共举行了三次法庭。5月1日、2日、3日和4日，在俄亥俄州肯特市举行了枪击事件40周年纪念活动；2010年8月在旧金山举行了西海岸法庭，10月在纽约市举行了东海岸法庭。